# Leucoma laba
Leucoma laba är en fjärilsart som beskrevs av William Schaus 1893. Leucoma laba ingår i släktet Leucoma och familjen tofsspinnare. Inga underarter finns listade i Catalogue of Life.